# Bernard et Bianca au pays des kangourous
Pour les articles homonymes, voir Kangourou (homonymie).
Série Classiques d'animation Disney
La Petite Sirène
(1989) La Belle et la Bête
(1991)
Série Bernard et Bianca
Les Aventures de Bernard et Bianca
(1977)
Pour plus de détails, voir Fiche technique et Distribution.
Bernard et Bianca au pays des kangourous ou Bernard et Bianca en Australie au Québec (The Rescuers Down Under) est le 38e long-métrage d'animation et le 29e « Classique d'animation » des studios Disney. Sorti en 1990, il s'inspire des romans de Margery Sharp, The Rescuers (1959) et Miss Bianca (1962), et constitue une suite aux Aventures de Bernard et Bianca (1977).

## Synopsis
En Australie, un jeune garçon nommé Cody, sauve Marahute, une aigle d'Australie géante avant de se faire capturer par un braconnier, McLeach. Ce dernier kidnappe l'enfant pour lui faire avouer où se trouve le nid de l'aigle qu'il espère capturer et revendre.
Bernard et Bianca, deux souris membres de la « SOS Société » de New York, décident de se rendre en Australie pour délivrer le jeune Cody. Un albatros maladroit, Wilbur, et un rat-kangourou aventurier, Jake, se joignent à eux dans leur mission.

## Fiche technique
- Titre original : The Rescuers Down Under
- Titre français : Bernard et Bianca au pays des kangourous
- Titre québécois : Bernard et Bianca en Australie
- Réalisation : Hendel Butoy et Mike Gabriel
- Scénario : Jim Cox, Karey Kirkpatrick, Byron Simpson et Joe Ranft d'après Margery Sharp ; Joe Ranft (supervision) Roger Allers, Chris Sanders, Ed Gombert, Gary Trousdale, Glen Keane, Will Finn, Vance Gerry, Kelly Asbury, Robert Lence, Kirk Wise et Brenda Chapman (storyboards)
- Conception graphique :
  - Direction artistique : Maurice Hunt
  - Conception des personnages : Christopher Sanders, Bruce Zick, Glen Keane, Chris Buck, Gay Lawrence-Ventura, Gil Hung, Kevin Lima, Kelly Asbury, Duncan Marjoribanks, Kevin Donoghue et Valerio Lawrence-Ventura
  - Cadrage (layout) : Dan Hansen (supervision), assisté de Rasoul Azadani, Karen Keller, Robert Walker et Bill Perkins
  - Décors : Lisa Keene (supervision), assisté de Jim Coleman, Donald Towns, Douglas Ball, Philip Phillipson, Cristy Maltese, Dean Gordon, Tom Woodington, Diana Wakeman, Robert E. Stanton, Tia Kratter et Michael Humphries
  - Mise au propre (clean-up) : Rick Hoppe (superviseur)
- Animation :
  - Supervision : Ed Gombert, Russ Edmonds, Mark Henn, Glen Keane, Duncan Marjoribanks, Ruben Aquino, Nick Ranieri, Kathy Zielinski, Anthony Derosa et David Cutler
  - Animation des personnages : James Baxter, David Burgess, Michael Cedeno, David Pruiksma, Ken Duncan, Jorgen Klubien, David Stephan, Brigitte Hartley, Tom Roth, Ron Husband, Alexander Kupershmidt, Rick Farmiloe, Rejean Bourdages, Joe Haidar, Gee Fwee Border, Chris Wahl, Douglas Krohn, Leon Joosen, Will Finn, Chris Bailey, Ellen Woodbury, Jacques Muller, Roger Chiasson, Barry Temple, Larry White et Phil Young
  - Effets spéciaux : Randy Fullmer (supervision), assisté de Ted Kierscey, Kelvin Yasuda, Eusebio Torres, Barry Cook, Mark Dindal, Dave Bossert, Mark Myer, Christine Harding et Glenn Chaika
  - Animation par ordinateur (CGI) : Tina Price et Andrew Schmidt avec la participation de Pixar
- Montage : Michael Kelly (supervision film), Kathleen Bennett (supervision musique)
- Musique
  - Compositeur et direction : Bruce Broughton
  - Chansons : Joe Bennett, Jimmy Denton, A. B. Paterson et Marie Cowan
  - Orchestrations : Don Nemitz et Mark McKenzie
- Production : Thomas Schumacher ; Kathleen Gavin (associée)
- Sociétés de production : Walt Disney Pictures, Silver Screen Partners IV
- Société de distribution : Buena Vista Pictures Distribution
- Format : Couleurs - 35 mm - 1,66:1 (2,35:1 étendu) - Dolby Stéréo
- Durée : 79 minutes
- Dates de sortie :

États-Unis : 16 novembre 1990
France : 27 novembre 1991
Note: La liste des "crédités" au générique étant trop longue pour être citée in extenso ici, nous n'avons repris que les principaux contributeurs.

## Distribution

### Voix originales
- Bob Newhart : Bernard
- Eva Gabor : Miss Bianca
- John Candy : Wilbur
- Tristan Rogers : Jake
- Adam Ryen : Cody
- George C. Scott : Percival C. McLeach
- Wayne Robson : Frank
- Douglas Seale : Krebbs
- Frank Welker : Joanna / Special voice effects (effets vocaux spéciaux)
- Bernard Fox : Chairman (Président) / Doctor (Docteur)
- Peter Firth : Red
- Billy Barty : Baitmouse
- Ed Gilbert : François
- Carla Meyer : Faloo / Mother (La Mère)
- Russi Taylor : Nurse Mouse (Infirmière souris)
- Peter Greenwood : Radio Announcer (Présentateur radio) / Airplane Captain (Pilote)

### Voix françaises
- Roger Carel : Bernard
- Béatrice Delfe : Bianca
- Emmanuel Jacomy : Wilbur
- Jean-Pierre Gernez : Jack
- Boris Roatta : Cody
- André Valmy : Percival McLeach
- Thierry Bourdon : Frank
- Henri Poirier : Krebbs
- Georges Riquier : Chairman
- Roland Ménard : Docteur
- Guy Chapellier : Red
- Luq Hamet : Baitmouse and Cockroach (Cafard)
- Jean-Luc Kayser : François
- Sylvie Georges : Faloo
- Françoise Fouquier : La Mère
- Dominique Chauby : Infirmière
- Jean-Jacques Hervé : Cricket Cook

## Distinctions
- 1990 - Prix du Best Animation au Los Angeles Film Critics Association Awards
- 1991 - Prix du Feature Film - Family au Genesis Awards
- 1991 - Prix du Best Sound Editing - Animated Feature aux Motion Picture Sound Editors
- 1991 - Prix du Most Entertaining Family Youth Motion Picture - Animation aux Young Artist Awards
- 1992 - Prix aux Golden Screen (Allemagne)

## Sorties cinéma
- 16 novembre 1990 - États-Unis
- Juin 1991 - Brésil
- 4 juillet 1991 - Argentine
- 11 octobre 1991 - Royaume-Uni
- 27 novembre 1991 - France
- 29 novembre 1991 - Finlande et Suède
- 3 décembre 1991 - Espagne
- 6 décembre 1991 - Pays-Bas
- 8 décembre 1991 - Italie
- 8 décembre 1991 - Argentine-Chili, Roumanie, Catalan et Latina
- 12 décembre 1991 - Allemagne
- 15 décembre 1991 - Australie
- 19 avril 1996 - Japon
- 1er juin 2001 - Italie (ressortie)

## Sorties vidéo
- 16 août 1992 - VHS avec format 4/3 (Plein écran) et Laserdisc avec format 1.66
- 1997 - VHS avec format 4/3 et Laserdisc avec format 1.66
- 26 novembre 2003 - VHS avec format 4/3 et DVD avec format 1.66 incluant Mickey, Pluto et l'Autruche et Papa Canard
- 19 octobre 2005 - Bipack 2 DVD avec Les Aventures de Bernard et Bianca avec format 1.66
- 26 octobre 2006 - Bipack 2 DVD avec Les Aventures de Bernard et Bianca avec format 1.66

## Origine et production

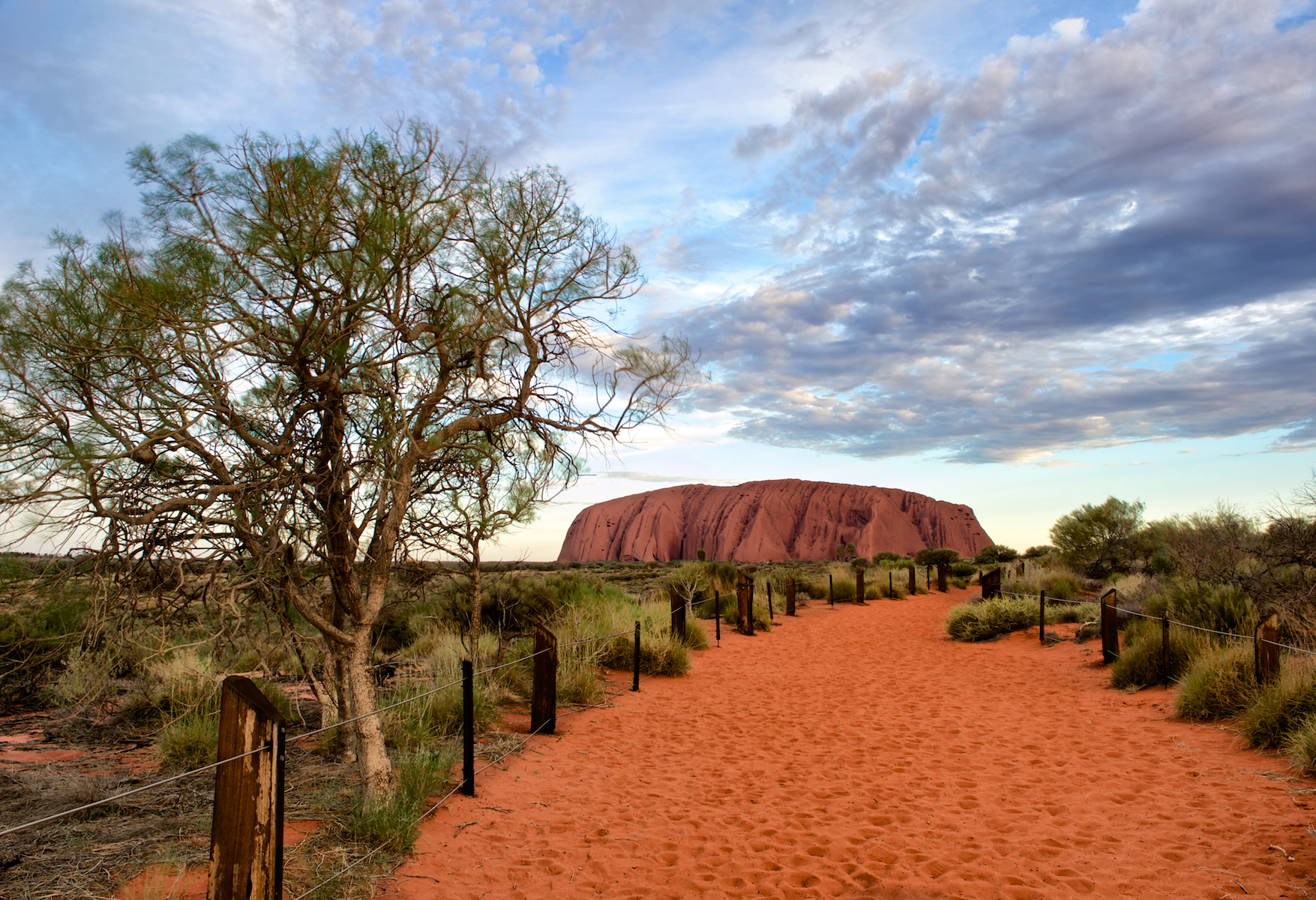
Chemin vers l'Uluru.

L'animation du film a nécessité 450 artistes et techniciens. Cinq des animateurs clés ont effectué un voyage préparatoire en Australie visitant principalement l'arrière-pays, ils ont photographié et esquissé des lieux célèbres comme Ayers Rock (Uluru), Katherine Gorge, le parc national de Kakadu.
Bien que l'animation et les arrières-plans soient réalisés de manière traditionnelle, c'est le premier long-métrage à être entièrement colorié et édité par ordinateur. La tradition de peindre les cellulos à la main, datant des années 1920 et la xérographie utilisée depuis Les 101 Dalmatiens (1961) n'ont donc pas été utilisés, mettant fin à l'utilisation des cellulos, mais la campagne médiatique autour du film n'a pas évoqué ces avancées technologiques, afin d'éviter toutes tentatives de comparaison avec les précédentes productions.
Le prénom de l'albatros Wilbur est — tout comme celui de l'albatros Orville dans le premier film — inspiré du prénom de l'un des frères Wright, pionniers de l'aviation américaine. Wilbur, le frère d'Orville interprété par Emmanuel Jacomy, doit sa présence à une idée de Roy E. Disney pour résoudre l'absence de Jim Jordan, voix d'Orville, décédé en 1988.
Si les auteurs citent comme influences les films d'Orson Welles, Alfred Hitchcock et David Lean, le style dynamique, les plans et la musique rappellent la série de films Indiana Jones de Steven Spielberg.
Lors de sa sortie aux États-Unis, le film était précédé du moyen métrage Le Prince et le Pauvre et de 10 autres minutes d'animation.

### Bande originale
La bande originale du film ne comporte aucune chanson (hormis une reprise de S.O.S. Société), ce qui est assez unique pour un film Disney. Les titres des morceaux instrumentaux sont les suivants :
- Main Title
- Answering Faloo's Call
- Cody's Flight
- Message Montage inclus R-E-S-C-U-E, Rescue Aid Society (S.O.S. Société)
- At the Restaurant
- Wilbur Takes Off
- McLeach Threatens Cody
- The Landing
- Bernard Almost Proposes
- Escape Attempt
- Frank's Out
- Cody Finds the Eggs
- Bernard the Hero
- End Credits

En revanche, la réédition en CD chez Walt Disney Records (2002) comprend les trois chansons composées par Carol Connors, Ayn Robbins et Sammy Fain pour Les Aventures de Bernard et Bianca.

## Analyse
Pour Lynda Haas, Elizabeth Bell et Laura Sells dans From Mouse to Mermaid, Bernard et Bianca et sa suite font partie des six films de Disney dans lesquels la domination des femmes par l'homme et des humains sur la nature sont apparents, en lien avec les propos sur l'écoféminisme développés par Karen J. Warren. Les autres films sont Les 101 Dalmatiens (1961), Le Livre de la jungle (1967), La Petite Sirène (1989) et La Belle et la Bête (1991). Patrick D. Murphy parle lui d'androcentrisme.
Patrick D. Murphy écrit que Les Aventures de Bernard et Bianca (1977) et sa suite Bernard et Bianca au pays des kangourous (1990) introduisent une nouveauté par rapport aux films précédents, un sauvetage inter-espèce. Mais par rapport au premier opus, il y a une inversion des genres, héroïne et méchante dans le premier, masculins dans le second.

## Autour du film
- Ce film est le premier long métrage d'animation de Disney à être une suite d'un autre long métrage d'animation.
- Malgré des critiques correctes, ce film fut l'un des plus gros échecs des studios Disney, ne recueillant que 27 millions de dollars sur le sol américain.
- L’un des scénaristes, également superviseur de l’histoire, est Joe Ranft, artiste de storyboard et scénariste talentueux. Il avait participé aux films La Petite Sirène, Oliver et Compagnie et Qui veut la peau de Roger Rabbit ?. Il participa ensuite aux films de La Belle et la Bête et du Roi Lion avant de rejoindre Pixar Animation Studios.
- Bob Newhart et Eva Gabor (tout comme Roger Carel et Béatrice Delfe dans la version française du film) retrouvent les personnages qu'ils avaient doublés treize ans plus tôt dans Les Aventures de Bernard et Bianca.
- Adam Ryen, le garçon qui prête sa voix à Cody dans la version originale du film a également doublé son personnage dans sa Norvège natale.
- Un troisième volet avait été envisagé, mais l'échec du film ainsi que le décès d'Eva Gabor en 1995 conduisirent à l'abandon du projet. Peu de suites seront d'ailleurs distribuées au cinéma aux États-Unis, la plupart sortant directement en vidéo, à part Fantasia 2000 (1999), Peter Pan 2 (sorti au cinéma en 2002) et Le Livre de la jungle 2.
- Le titre original The Rescuers Down Under (litt. « Les Sauveteurs aux Antipodes ») rappelle celui d'un court métrage de Mickey réalisé en 1948, Mickey's Down Under (Mickey, Pluto et l'Autruche), situé également en Australie.
- Le terme Down Under (« en bas », « en dessous ») dans le titre original est couramment utilisé en anglais pour désigner l'Australie.
- Bien que la voix originale de Percival C. McLeach soit celle de George C. Scott, il a été avancé que le physique du personnage a été inspiré de celui de l'acteur australien Bryan Brown[réf. nécessaire].